# Sopița, Pernik
Sopița (în bulgară Сопица) este un sat în comuna Breznik, regiunea Pernik,  Bulgaria. 

## Demografie
Componența etnică a satului Sopița
     Bulgari (99,09%)
     Nicio identificare (0,9%)
     Altele (0%)
La recensământul din 2011, populația satului Sopița era de 110 locuitori. Din punct de vedere etnic, majoritatea locuitorilor (99,09%) erau bulgari. Pentru 0,9% din locuitori nu este cunoscută apartenența etnică.